# Marabbihal, Hagaribommanahalli
Marabbihal là một làng thuộc tehsil Hagaribommanahalli, huyện Bellary, bang Karnataka, Ấn Độ.